# Bodysuit (Tätowierung)

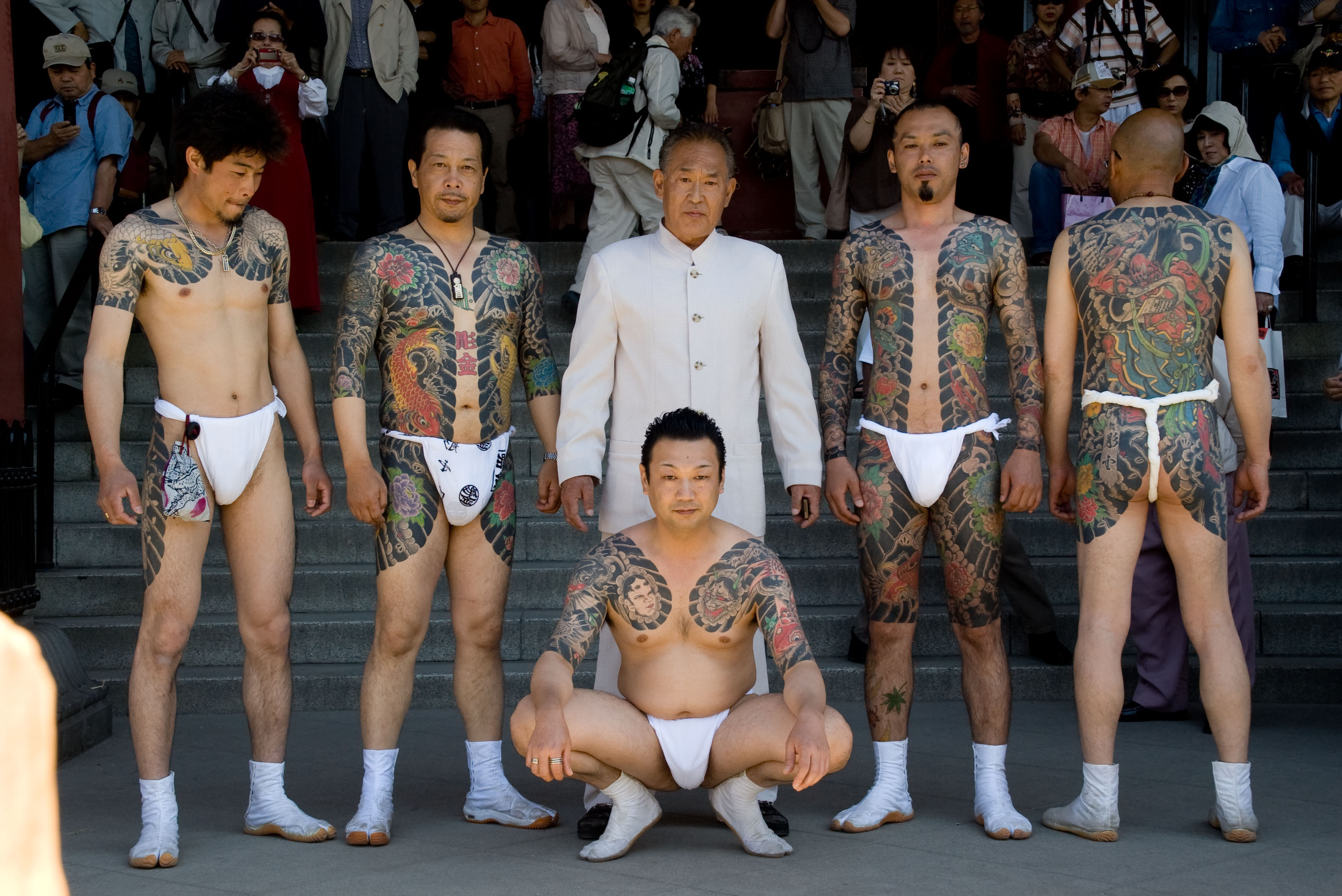
Mehrere Träger tätowierter Bodysuits (auf dem „Sanja Matsuri“-Festival im Asakusa-Schrein)

Ein Bodysuit ist eine spezielle, großflächige Art der Tätowierung, welche im Regelfall den kompletten Körperrumpf und je nach Version auch Teile der Extremitäten umfasst. Der Bodysuit kann auch verschiedene Stilrichtungen enthalten; häufig erzählen die Tattoos zusammen eine Geschichte.

## Geschichte
Der Begriff entstammt der englischen Bezeichnung Bodysuit („Körperanzug“). Verbreitet sind Bodysuits unter anderem in der Yakuza-Kultur. Eine Version des Bodysuit sind Tattoos, die in der Mitte von Brust, Bauch und Oberschenkel einen Streifen Haut freilassen, sodass der Eindruck eines Anzuges noch verstärkt wird. Die Geschichte des japanischen Body Suit Tattooing umfasst jedoch viel mehr als nur das Einbringen von Tinte in die Haut.